# Mabel Bove
Mabel Bove de Capurro (10 de marzo de 1937-) es una extenista argentina que, con la excepción de 1956, estuvo entre las mejores diez de su país entre 1953 y 1967 inclusive. Su mejor puesto fue segunda en solitario en 1965.
Se formó en el Belgrano Athletic Club.

## Carrera
En 1962 fue finalista del Campeonato Argentino de Tenis organizado por el Tenis Club Argentino. Perdió la final contra Norma Baylon por 6-3 y 6-3.
Fue subcampeona en individuales del Campeonato del Río de la Plata en dos oportunidades:
- En 1960 fue derrotada por Margarita Zavalía por 3-6, 7-5 y 6-1.[5]
- En 1963 fue derrotada por Nora B. de Somoza por 3-6, 6-4, 3-2 y retiro.[5]

Fue, a su vez, trece veces finalista en la modalidad de dobles femenino del mismo torneo. Ganó cuatro de esas finales y perdió nueve:
- En 1954, junto a Graciela Lombardi, derrotaron a Viola Livetti y June Hanson por 6-4 y 6-4.[6]
- En 1956, junto a Margarita Zavalía, perdieron ante Graciela Lombardi y June Hanson por 6-4, 0-6 y 6-3.[6]
- En 1957, junto a Elena Eguiguren, perdieron ante Nora B. de Somoza y Julia Borzone por 6-4, 4-6 y 6-2.[6]
- En 1958, junto a Graciela Lombardi, perdieron ante Elena Lehmann y Nora B. de Somoza por 6-1 y 6-2.[6]
- En 1959, junto a Graciela Lombardi, perdieron ante Elena Lehmann y Norma Baylon por 7-5 y 8-6.[6]
- En 1960, junto a Graciela Lombardi, derrotaron a Norma Baylon y Nora B. de Somoza por 6-4 y 6-4.[6]
- En 1962, junto a Graciela Lombardi, perdieron ante Norma Baylon y Viola Livetti por 7-9, 6-3 y 6-2.[6]
- En 1963, junto a Graciela Lombardi, derrotaron a Elena Eguiguren y Julia Borzone por 6-4 y 6-4.[6]
- En 1964, junto a Graciela Lombardi, derrotaron a Donna Floyd Fales (EEUU) y Carole Weight (EEUU) por 10-8, 3-6 y 8-6.[6]
- En 1965, junto a Graciela Lombardi, perdieron ante Margaret Smith (AUS) y Leslie Turner (AUS) por 6-0 y 7-5.[6]
- En 1966, junto a Graciela Lombardi, perdieron ante Norma Baylon (ARG) y Gail Sherriff (ARG/AUS) por 6-3 y 6-2.[6]
- En 1967, junto a Ana María Bocio, perdieron ante Norma Baylon y Carole Caldwell de Graebner (EEUU) por 6-0 y 6-3.[6]
- En 1968, junto a Graciela Lombardi, perdieron ante Ana María Airas y Ana María Cavadini por 7-5, 6-8 y 6-3.[6]

En dobles mixtos del mismo torneo, fue cuatro veces finalista y ganó la final en tres de esas oportunidades:
- En 1959, junto a Roberto Aubone, derrotaron a Felisa Piédrola y Augusto Zappa por 2-6, 8-6 y 6-3.[6]
- En 1963, junto a Roberto Aubone, derrotaron a Ana María Bocio y Jorge Beinet por 6-2 y 6-2.[6]
- En 1968, junto a Oscar Escribano, derrotaron a Gladys Weiss de Barboza y Julio van Kerckhoven por 7-5, 6-8 y 6-3.[6]
- En 1972, junto a Eduardo Soriano, perdieron ante Margarita Zavalía y Oscar Escribano por 6-2 y 6-2.[6]

## Boicot aMaría Terán de Weiss
Luego del golpe de estado de septiembre de 1955 en el que la dictadura militar autodenominada Revolución Libertadora derrocó al gobierno constitucional de Juan Domingo Perón, el gobierno de facto comenzó a perseguir deportistas por sus ideas políticas cercanas al peronismo. En ese marco, le prohibieron a Terán de Weiss que participara en torneos deportivos en el país, por lo que debió exiliarse durante años y seguir su carrera en el exterior. Cuando Terán de Weiss regresó al país durante el gobierno de Arturo Frondizi y poco después quiso retomar su carrera, Mabel Bove fue especialmente activa en la organización de un boicot que se lo impidiera. Se encargaba de llamar a sus competidores para pedirles que no se presentaran a jugar contra ella. De este modo, se le impedía sumar puntos. La también tenista Nora Somoza dijo al respecto:

Mabel Bove, con este ademán, oscureció el emblema de su club, quebró y vulneró el espíritu de confraternidad.

En el Campeonato Interclubes de Damas de Primera División de 1963, un torneo de la Asociación Argentina de Tenis cuya primera edición se disputó en 1922, María Terán de Weiss quiso representar al Club Atlético River Plate con el apoyo de su entonces presidente Antonio Vespucio Liberti. Sin embargo, por el boicot de Mabel Bove, entonces capitana del Club Asociaciones Racionales, otros equipos tales como Arquitectura, Buenos Aires Lawn Tennis Club, Comercio, Estudiantil Porteño, Teléfonos y Náutico San Isidro) anunciaron que no se presentarían a jugar si la rival a enfrentar era Terán de Weiss debido a su ideología peronista. Terán de Weiss, para no perjudicar al club que la había apoyado, luego de haber sido la número uno de España durante su exilio, decidió entonces retirarse del tenis y dedicarse al golf.

## Luego del retiro profesional
En 2005 Bove estaba en el puesto 194 a nivel mundial en la categoría femenina de mayores de 65 años de la Federación Internacional de Tenis.
En 2019, seguía disputando torneos de veteranas.
En noviembre de 2021 formaba parte de la comisión directiva del Club Internacional de Lawn Tennis de la República Argentina.